# 七手組
七手組（日语：／ Nanategumi）是豐臣秀吉創立的旗本眾。別稱七隊長、御馬廻七頭。

## 概要
七手組是秀吉把約1萬精鋭士兵分為7個部隊，負責警護豐臣氏、向朝廷的儀禮等的部隊。組頭持有大概1萬石所領。在秀吉死後，仕於豐臣秀賴，於關原之戰中，主要負責大坂城的警護任務（一部份則在關原，作為西軍參戰）。
在後期，由秀吉任命的組頭亦引退，並由組頭的兒子繼承，因此戰鬥力亦顯著低下，在慶長20年（1615年）的大坂之陣中，七手組組頭7人中，有4人在大坂城被攻陷後戰死。而青木一重因為原本是德川氏家臣，在大坂之陣後，返回德川氏。伊東亦仕於德川氏。真野賴包則有與伊木遠雄於豐臣家戰敗後互刺殉死與仕於藤堂高虎、尾張藩德川家兩種說法。

## 主要組頭
- 速水守久（七手組頭領）
- 青木一重
- 伊東長實
- 堀田盛高
- 中島氏種
- 真野助宗（後來是兒子真野賴包）
- 野野村幸成